# نقص تنسج جسري مخيخي
نقص تنسج جسري مخيخي (PCH) هو مجموعة غير متجانسة من الاضطرابات العصبية النادرة الناجمة عن الطفرات الجينية والتي تتميز بالضمور التدريجي في أجزاء مختلفة من الدماغ مثل المخيخ أو جذع الدماغ (وخاصة الجسور). عندما تكون معروفة، يتم توريث هذه الاضطرابات بطريقة سيادة جسمية. لا يوجد علاج معروف لل PCH.